# Himeroconcha
Himeroconcha é um género de gastrópode  da família Charopidae.
Este género contém as seguintes espécies:
- Himeroconcha fusca
- Himeroconcha lamlanensis
- Himeroconcha quadrasi
- Himeroconcha rotula